# Araneus obscurissimus
Araneus obscurissimus este o specie de păianjeni din genul Araneus, familia Araneidae, descrisă de Caporiacco, 1934. Conform Catalogue of Life specia Araneus obscurissimus nu are subspecii cunoscute.